# 레이트네리아 플로리다나

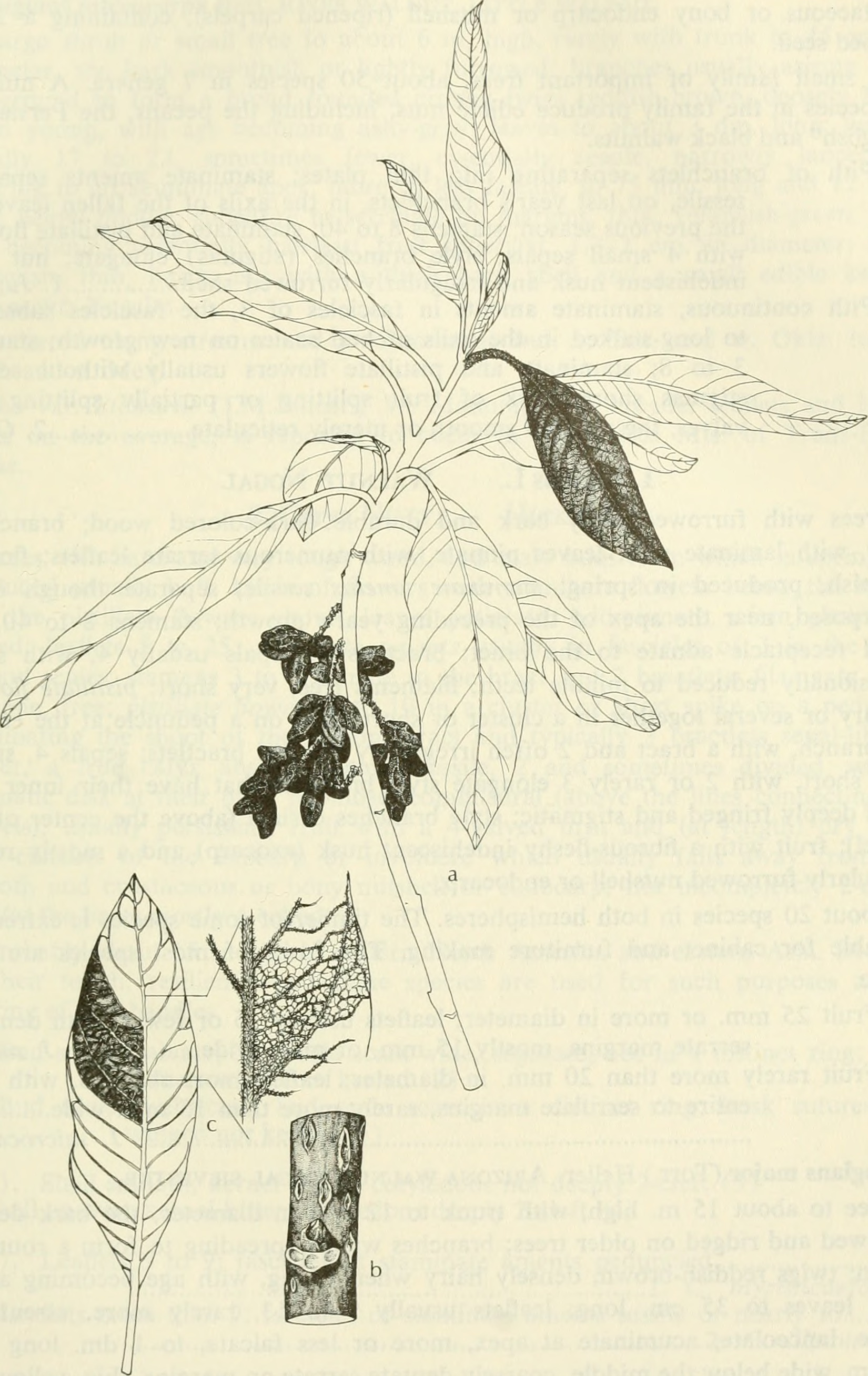

레이트네리아 플로리다나는 레이트네리아속의 유일한 종으로 낙엽성의 자웅이주 관목 또는 나무이다. 미국 남부의 아칸소주, 플로리다주, 조지아주, 미주리주 그리고 텍사스주에서만 발견된다.
대부분 해안 지대의 축축한 곳에서 자라며, 지극히 가벼운 나무 재질을 지닌다. 키는 통상적으로 2-4 m이나l, 8 m에 달하는 경우도 있다. 잎은 피침형의 교차잎으로 길이는 5-20 cm에 폭은 3-6 cm이다.
예전에는 레이트네리아목 레이트네리아과의 유일한 종으로 취급했었다. 그러나 최근의 APG의 발생학적 연구 결과에 따라 무환자나무목 소태나무과로 옮겨졌다.

## 참조 및 외부 링크
- 북아메리카의 꽃: 레이트네리아 플로리다나(Leitneria floridana)